# Parafia Matki Bożej Królowej Korony Polskiej w Spale
Parafia Matki Bożej Królowej Korony Polskiej w Spale – parafia rzymskokatolicka należąca do dekanatu Lubochnia w diecezji łowickiej.
Erygowana 1 maja 1985 r.
Miejscowości należące do parafii: Glinnik (część), Konewka, Królowa Wola i Spała.